# الربيع بن يونس
أبو الفضل الربيع بن يونس الأموي وزير وحاجب عباسي، اسمه الربيع بن يونس بن محمد بن عبد الله بن أبي فروة، واسم أبي فروة كيسان مولى عثمان بن عفان. تولى منصب حاجب الخليفة المنصور ، ثم وزر له بعد أبي أيوب المورياني وكان من نبلاء الرجال، وألبائهم وفضلائهم. قال له المنصور: ما أطيب الدنيا لولا الموت، قال: يا أمير المؤمنين ما طابت إلا بالموت، قال وكيف، قال: لولا الموت لم تقعد هذا المقعد. يقال: إن الهادي سمه، وقيل: مرض ثمانية أيام ومات. عمل لحجابة الخليفة هارون الرشيد ابنه الفضل بن الربيع. حدث عن جعفر بن محمد الصادق، روى عنه: موسى بن سهل، وابنه الفضل بن الربيع، وعبد الله بن عامر التميمي.

## وفاته
قال الطبري: توفي سنة 169 هـ وقيل: في أول سنة سبعين.